# PESA 214M
Als PESA 214M werden dieselbetriebene Triebwagen der Firma Pojazdy Szynowe Pesa Bydgoszcz (PESA) in Bydgoszcz bezeichnet. Die einteiligen Triebwagen werden in Polen als Baureihen SA103, SA106 und SA135 verwendet. Die Fahrzeuge werden auf weniger frequentierten Linien verschiedener Unternehmen eingesetzt.

## Geschichte
1999/2000 entstand bei PESA in Bydgoszcz eine neue Fahrzeuggeneration von Dieseltriebwagen, um zahlreiche Fahrzeuge, die z. T. an ihre Laufkilometergrenze gekommen waren, abzulösen. Die ersten Entwürfe und der erste gefertigte Prototyp SA106-001 waren teilweise niederflurig angeordnete Fahrzeuge.
Diese hatten eine hydrodynamische Antriebsanlage. Die nächsten Triebwagen bis zum SA 106-019 erhielten einen anderen Antriebsmotor und ein Differentialwandlergetriebe.
Zwischen 2005 und 2007 entstand mit den Betriebsnummern SA 103-001–013 eine ähnliche Serie mit einem Motor vom Hersteller Iveco.
Ab 2008 kamen mit der Ausführung der Projektstudie PESA 214Mb die Triebwagen mit den Bezeichnungen SA 135 001–018 zur Ablieferung, die einen Motor von MTU erhielten. Sie sind zwischen den Einstiegen mit einem Niederflurbereich mit 600 mm über Schienenoberkante (SOK) ausgeführt. Mit dieser Serie wurden fünf Steuerwagen hergestellt, die die Betriebsnummern SA 123 001–005 erhielten.
Eingesetzt wurden die Fahrzeuge auf wenig frequentierten Strecken, besonders der Koleje Dolnośląskie, der Koleje Mazowieckie, von Arriva RP und Polregio. Sie sind die direkten Vorgänger einer Breitspurversion für die Ukrainische Eisenbahn und der zweiteiligen PESA 218M.

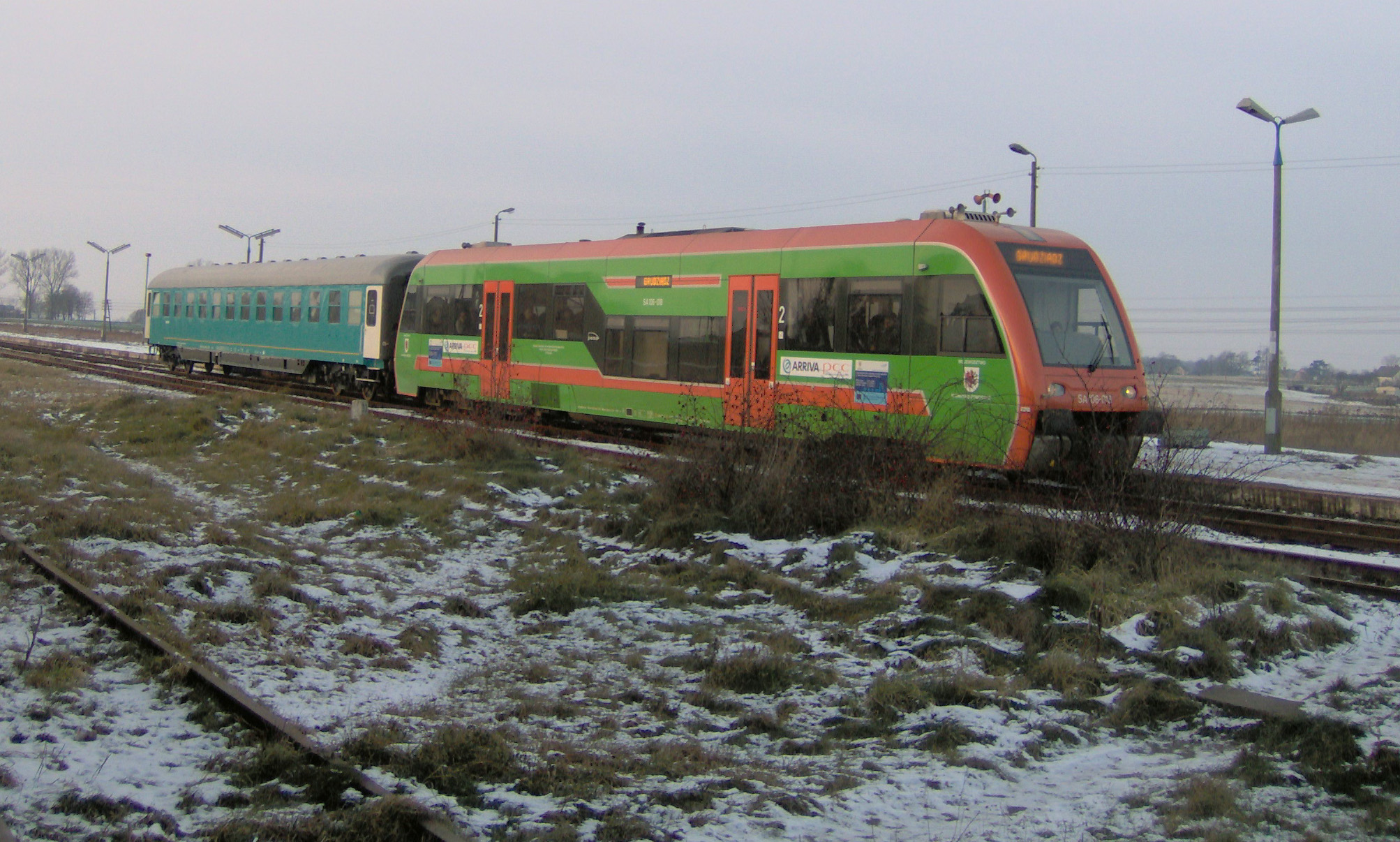
SA 106 von Arriva RP
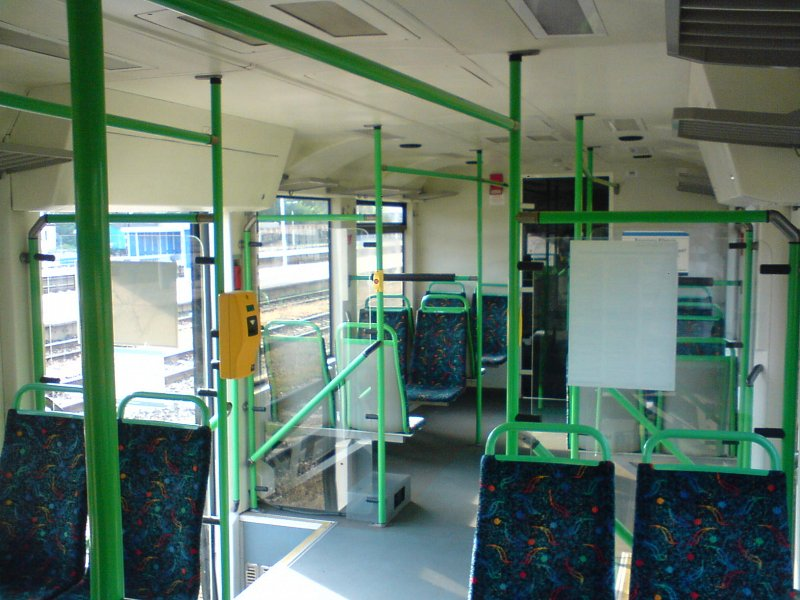
Blick in den Innenraum bei dem SA106-007
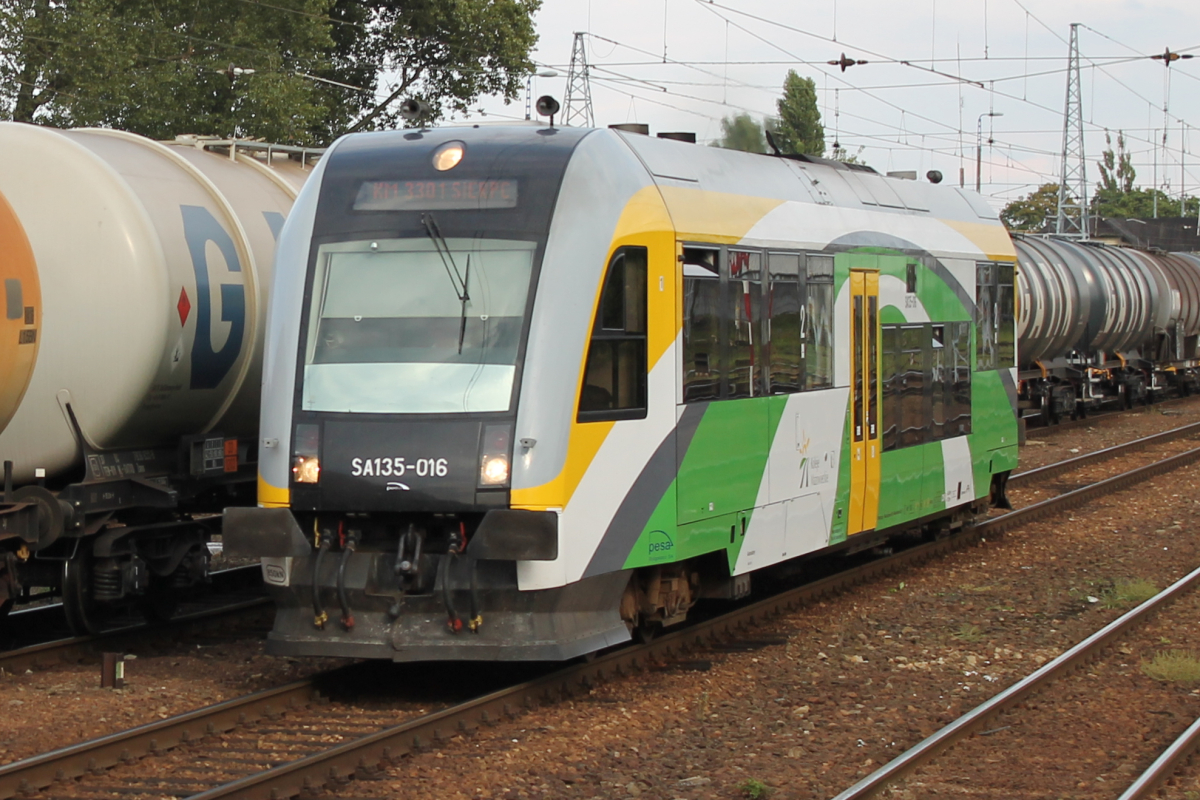
SA135-016 der Koleje Mazowieckie
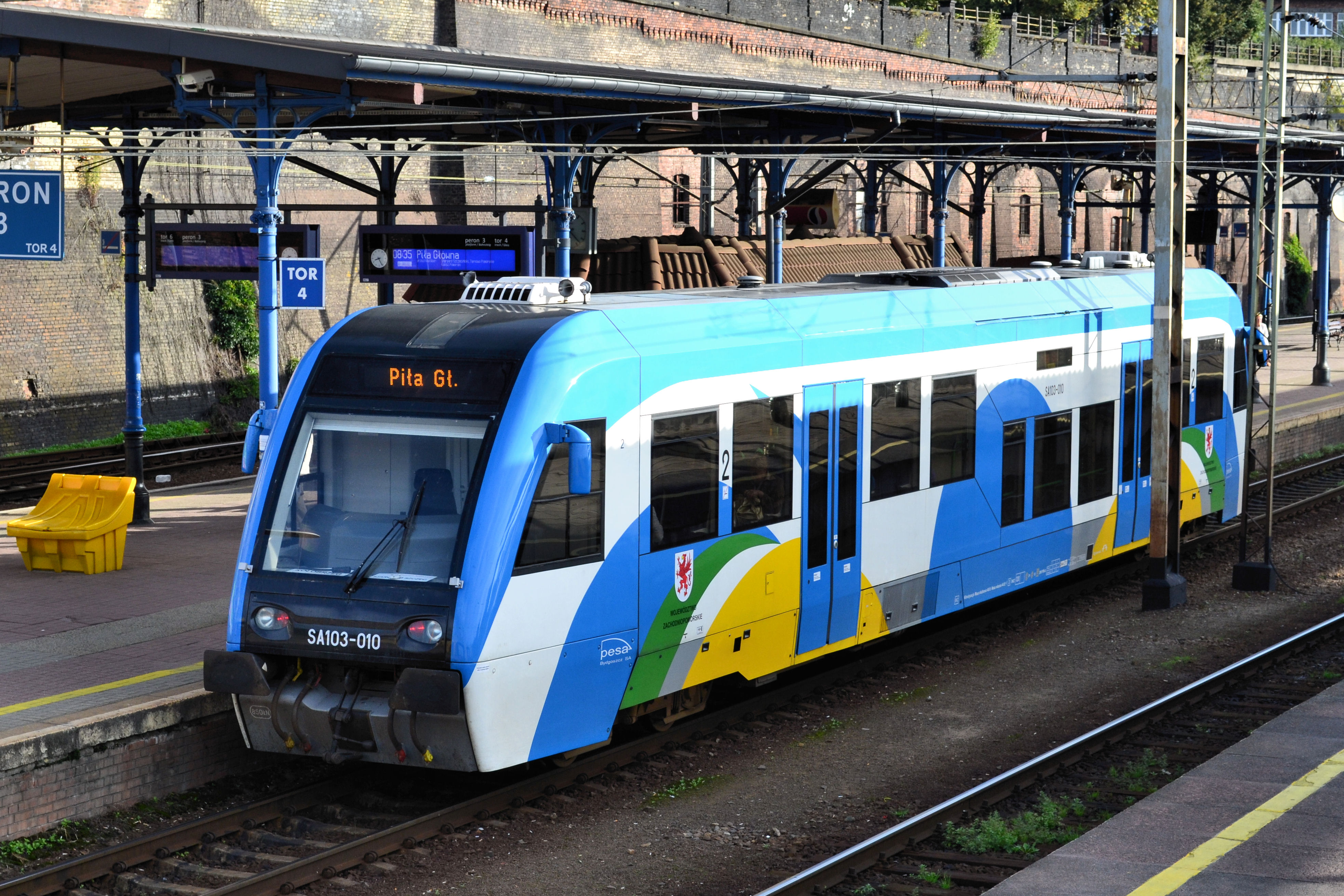
SA103-010 in der Woiwodschaft Westpommern

## Konstruktion
Der einteilige Wagen wurde von einem Reisezugwagen abgeleitet und von der Hochschule in Krakau berechnet.  Äußerlich unterscheiden sich die Wagenkästen der Lieferserie voneinander. Sie sind mit einer herkömmlichen Zug- und Stoßeinrichtung versehen.
Die Antriebe befinden sich in einer Wagenhälfte im Hochflurbereich, 1290 mm über SOK, und treiben die Achsen des Triebdrehgestelles an. Die Wagenkästen der SA 135 wurden nach verschärften Crashnormen hergestellt. Die Federung besteht aus mechanischen Metall-Gummi-Elementen und aus Gasdruckfedern, die den Wagenkasten vom Drehgestell abfedern.
Die Wagen werden mit dem Motorkühlwasser geheizt, zudem ist ein Webasto-Heizgerät vorhanden. Vorhanden ist eine Überwachungseinrichtung für den Triebwagenführer. Zur  Fahrgastinformation werden Matrixanzeigen benützt.